# Paramoera fissicauda
Paramoera fissicauda is een vlokreeftensoort uit de familie van de Pontogeneiidae. De wetenschappelijke naam van de soort is voor het eerst geldig gepubliceerd in 1852 door Dana.